# (400403) 2008 BJ3
(400403) 2008 BJ3 es un asteroide perteneciente al cinturón de asteroides, región del sistema solar que se encuentra entre las órbitas de Marte y Júpiter, descubierto el 18 de noviembre de 2007 por el equipo del Mount Lemmon Survey desde el Observatorio del Monte Lemmon, Arizona, Estados Unidos.

## Designación y nombre
Designado provisionalmente como 2008 BJ3. 

## Características orbitales
2008 BJ3 está situado a una distancia media del Sol de 2,759 ua, pudiendo alejarse hasta 3,156 ua y acercarse hasta 2,362 ua. Su excentricidad es 0,143 y la inclinación orbital 8,393 grados. Emplea 1674,47 días en completar una órbita alrededor del Sol.

## Características físicas
La magnitud absoluta de 2008 BJ3 es 16,5. 